# Spogostylum saturatum
Spogostylum saturatum är en tvåvingeart som först beskrevs av Mario Bezzi 1924.  Spogostylum saturatum ingår i släktet Spogostylum och familjen svävflugor.
Artens utbredningsområde är Sierra Leone. Inga underarter finns listade i Catalogue of Life.